# Francis Bartolozzi
Francisca Bartolozzi Sánchez, conocida como Piti/Pitti o Francis Bartolozzi,(Madrid, 6 de septiembre de 1908–Pamplona, 8 de noviembre de 2004)fue una grabadora,cartelista, dibujante, pintora, escritora e ilustradora de cuentos infantiles española.

## Biografía
Según contaba ella misma, creció en un ambiente de arte rodeada de dibujantes, pinceles y lápices. Fue hija del historietista Salvador Bartolozzi y de Angustias Sánchez, madre del artista Rafael Bartolozzi, del periodista y escritor Pedro Lozano Bartolozzi y de la historiadora y profesora María del Mar Lozano Bartolozzi, fruto de su matrimonio con el también pintor, dibujante y cartelista Pedro Lozano de Sotés y también abuela del artista Nil Bartolozzi. Como se indica el Museo de Navarra, fue una artista nieta, hija, esposa, madre y abuela de artistas.
El periodista Tomás Borrás dijo de ella en 1931 que era pariente cercana de Pinocho, aludiendo con ello a la herencia que Bartolozzi había recibido.Su apodo Pitti, viene de su más tierna infancia, cuando empezaba a aprender a hablar:

"El nombre de Pitti no fue ninguna ocurrencia paterna. La historia es muy sencilla y normal. Mi madrina se llamaba Paquita y a mí me pusieron su nombre, Francisca o Paquita. Cuando me preguntaban cómo me llamaba, no me salía bien el nombre de Paquita, y decía siempre 'Pitita'. Al final, después de tanto 'Pitita', 'Pitita', decidieron Ilamarme 'Pitti', que es más simple y sencillo".
Francis Bartolozzi, 1998

En 1918, inició sus estudios de bachiller en el Instituto Escuela, extensión de la Institución Libre de Enseñanza, en la que impartían clases Menéndez Pidal, María de Maeztu, Jimena Menéndez-Pidal, Rafael Benedito o Victoria Kent.
En 1925, se matriculó en la Escuela de Bellas Artes de San Fernando donde conoció al que posteriormente fue su marido, Pedro Lozano de Sotés. Así la describía Luis Castillejo unos años después:

«Francis, era una buena alumna de la Escuela de pintura de San Fernando, en la Villa y Corte. Rubia, menuda, simpática y popular. Como hija de artistas y estudiante de arte, con gusto
bohemio en el ademán y en el vestir. Y, desde luego, enamorada de sus clases, con esa pasión de los dieciocho años y el mundo de ilusiones que borda cualquier perspectiva...»
Luis Castillejo, julio de 1946

Tuvo como profesores, entre otros, a Julio Romero de Torres, Cecilio Pla, Moreno Carbonero. Además de su futuro marido, fue compañera de Remedios Varo, Pilar Gamonal, Francisco Ribera y Delhy Tejero.
Bartolozzi inició su actividad laboral colaborando en la ilustración de cuentos de la Editorial Calleja.A partir de 1930, publicó historietas en la revista Crónica, dentro de la sección Cuentos para niños, junto con Antonio Robles y Elena Fortún. Allí creó los personajes de Canito y su Gata Peladilla que estuvieron presentes en sus historietas.Participó en el suplemento infantil semanal Gente Menuda del periódico ABC. Igual que otras mujeres del ambiente cultural de la época, como Elena Fortún, Alma Tapia o Rosario de Velasco, frecuentó las tertulias del Lyceum Club Femenino e impulsó el Primer Salón de Dibujantas en 1931.
En 1932 realizó los decorados de teatro de las Misiones Pedagógicas junto a Pedro Lozano de Sotés, con quien, a finales del año siguiente, el 22 de diciembre de 1933 contrajo matrimonio. Estuvieron de viaje en Pamplona y volvieron a Madridpara seguir trabajando en las escenografías.Entre 1934 y 1937 publicó para la revista Crónica la serie Canito y su gata Peladilla que tuvo mucho éxito.En este periodo participó junto a su marido en las Misiones Pedagógicasbajo la dirección de Nicolás Santullano, con textos de Alejandro Casona, música de Eduardo Martínez Torner y la colaboración del poeta Pedro Salinas.Esta experiencia resultó enriquecedora para la pareja.
Bartolozzi, su marido y su cuñada Carmen habían pasado los Sanfermines en Pamplona, cuando el 16 de julio de 1936 regresaron a Madrid. Dos días después estalló la  Guerra civil española y Bartolozzi estuvo a punto de ser fusilada junto a su cuñada por una partida de republicanos que creía haber capturado a una francotiradora. Durante la guerra, los tres trabajaron en Madrid para el periódico Altavoz del frente junto a Francisco Mateos, Ramón Puyol, Victorio Macho o Manolo Prieto. Posteriormente, se trasladaron a Valencia donde Bartolozzi realizó los aguafuertes para el Pabellón Español de la Exposición Universal de París de 1937,que se expusieron en el Museo Nacional Centro de Arte Reina Sofía entre el 25 de junio y el 15 de septiembre de 1987.
En 1939, a punto de ser madre, se mudó con su marido en Pamplona donde nacieron sus cuatro hijos, Pedro, Rafael (1943), Marisa (1946) y María del Mar (1949).
Durante la década de los 40, ejecutó varias obras en colaboración con su marido; trabajar juntos sería la práctica habitual, aunque en muchas ocasiones ella permaneció en segundo plano. Desde 1944, colaboró con frecuencia con la revista Pregón donde se publicó el primer cómic que posiblemente se ha hecho en Navarra, firmado por ella. También se dedicó a la pintura de murales en colegios, iglesias y comercios.En una entrevista publicada en 1949 respondía la pareja a la pregunta acerca de sus trabajos recientes: «Pinturas murales, desde luego. Entre una serie de ilustraciones, gráficos, portadas de libros y revistas, y la escenografía, que tiene sus épocas...» Entre los trabajos se refieren a murales pintados en una finca particular de Eulza (actualmente Barañáin), en la entidad deportiva "Montañeros de Navarra" y en la "Peña de Cazadores", en la capilla del Colegio Vedruna (Hermanas Carmelitas de la Caridad) en la calle San Fermín, recién construido, y la oficina en Madrid de la agencia de Viajes Vincit, en la calle Cedaceros, 8.
En 1950, empezó a dibujar cómics para el diario Arriba España como las Aventuras del capitán Trompeta y el marino Trompetín. También aparecieron entonces, Picatoste y el Negrito Chimenea, Aventuras y desventuras de Canito o Carolina y la perra Marcelina. En 1951, diseñó el vestuario del ballet Duguna patrocinado por la Institución Príncipe de Viana y el Ayuntamiento de Pamplona. El año 1953 lo dedicó a pintar varios murales en la iglesia de San José y la guardería del emergente barrio pamplonés de La Chantrea. Siguieron otros murales, como los pintados en el nuevo colegio de Santa María la Real (Hermanos Maristas), inaugurado en Pamplona en 1958, en ermitas e iglesias de Navarra, como en Irati (1955) y Arnotegui (1965),así como en la Escuela de Peritos Agrícolas de Villava. 

En 1955, en un artículo publicado por la revista Pregón, recogía un encuentro con otras dos artistas de Pamplona, Elena Goicoechea (Pamplona, 1922-2013) y Lourdes Unzu (Pamplona, 1924-2019). Ambas pintoras, alumnas del maestro Javier Ciga, habían ampliado su formación en Madrid figurando como copistas del Museo del Prado. En el artículo, una charla de arte donde las tres intercambian opiniones sobre pintores como Picasso o Dalí, ya reivindicaba la necesidad de un mayor protagonismo femenino en puestos destacados reseñando que:
«Cada día van más mujeres a las Universidades, Facultades y sobre todo donde acaparan los mayores puestos son en las Escuelas superiores de Arte.»
Más adelante explica cómo, aún asumiendo las tareas domésticas tradicionalmente delegadas en las mujeres, lograban sacar tiempo para continuar expresando su arte:
«Pero a pesar de todo, nosotras seguimos pintando y dibujando. Yo misma, a pesar de mis cuatro hijos y de todos los quehaceres domésticos, en cuanto encuentro una hora de esas de aburrimiento, cojo un lápiz y me pongo a dibujar; y mientras zurzo calcetines a los hijos o coso unos botones, pienso en un cuento, o en una comedia infantil, que muchas veces son mis propios hijos los que primero las representan. Además, esta afición, que nació conmigo, se la he inculcado a mis hijos y los cuatro pasan sus mejores ratos dibujando. Guardo todos sus dibujos, que además nos sirven a su padre y a mí, de inspiración, pues la pintura moderna, desde Matisse, Gauguin y Rousseau a los pintores modernos, no es más que intentar volver de nuevo a esa ingenuidad y sencillez de los dibujos infantiles.»
En 1957, volvió a colaborar con la Institución Cunas del conocido como Padre Carmeloy decoró las obras del Teatro Gayarre de Pamplona.En 1961, mientras pintaba el mural del bar del Instituto Príncipe de Viana, sufrió un accidente grave al caerse del andamio que le supuso estar ingresada varios días.En 1965, por encargo de Santos Beguiristáin decoró, junto con Pedro y todos sus hijos, el mural de la Sala de Juntas de la Hermandad de Ermitaños, un edificio anexo a la ermita de Santa María de Arnotegui en Obanos.
Realizó exposiciones como la de 1996 en el Centro de Cultura Contemporánea de Barcelona y en el Deutsches Historisches Museum de Berlín. Además, escribió cuentos, artículos de opinión y obras de teatro.
Especialistas en Historia del arte la consideran la primera referencia femenina del arte navarro del siglo XX, que por su educación y formación pertenecía a la vanguardia española de antes de la guerra civil y que había recibido influencias de artistas como Pablo Picasso, Joan Miró, Marc Chagall o Antoni Tàpies.

## Reconocimientos
- Primer Premio y Primer Accésit del Certamen de Teatro Infantil San Prudencio (Diputación Foral de Álava).
- En 1989, por encargo de la Casa de Misericordia de Pamplona, realizó el cartel de la Feria del Toro y recibió el Gallico de Oro de San Cernin de la Peña Napardi.[28]
- En mayo de 1999, en el Museo de Navarra, en Pamplona, se realizó una retrospectiva de su obra, donde se expusieron por primera vez algunos de sus dibujos de guerra, que son propiedad del Museo desde 1989.[29]
- El 22 de noviembre de 2016, en la Real Academia de España en Roma, se inauguró la exposición Presentes: autoras de tebeo de ayer y de hoy comisariada por el Colectivo de Autoras de Cómic, en la que incluyen la vida y obra de Piti Bertolozzi como una de las mujeres olvidadas en el mundo del cómic en España.[30]
- En 2019 su obra formó parte de la exposición 2019 Dibujantas, pioneras de la Ilustración en el Museo ABC.[31]
- En 2019, Retrospectiva en el Palacio del Condestable de Pamplona, con ocasión del X Salón del Cómic de Navarra.[32]